# Нитрозамин
Нитрозамините са химични съединения, които се получават при взаимодействието на нитрити с вторични амини. Образуването на нитрозамините става при определени условия – висока киселинност на средата (като тази в стомаха), високи температури (като при пържене) и др.
Присъствието им е най-голямо в храни (особено в меса), които преди това са обработени с натриев нитрит. Натриевият нитрит се прибавя към много меса (бекон, шунка, наденици и др.), за да забави развитието на бактерии и да предпази пресните червени меса от потъмняване. Под въздействието на топлина - при готвене на месото, натриевият нитрит взаимодейства с амините, които винаги присъстват в него и се образуват нитрозамини. Също така нитритите от храната с амините в стомаха образуват нитрозамини и това често води до рак на стомаха. Съдържанието на нитрити в храната е намалено на половина в последните 30 години.
Цигареният дим съдържа N-нитрозодиметиламин (ON-N(CH3)2). При изпушване на 1 кутия цигари, в човешкото тяло навлизат 0.8 mg N-нитрозодиметиламин.